# 마테오 첸나로
마테오 첸나로(이탈리아어: Matteo Zennaro, 1976년 4월 30일~)는 이탈리아의 펜싱 선수로 주 종목은 플뢰레이다. 2000년 하계 올림픽 남자 플뢰레 단체전 동메달을 획득했으며 세계 선수권 대회에서 은메달 1개를 획득했다.